# Молино Варајта (Кунео)
Молино Варајта је насеље у Италији у округу Кунео, региону Пијемонт.
Према процени из 2011. у насељу је живело 33 становника. Насеље се налази на надморској висини од 504 м.